# Tingvalla isstadion
Tingvalla isstadion är en inomhushall för bandy, ishockey och skridskosport i Karlstad i Sverige. Rinken invigdes år 1967. Ursprungligen var Tingvalla isstadion en konstfrusen bandy- och skridskobana utomhus. Utomhusarenan ersattes av en inomhushall år 2022.

## Historia

### Utomhusarena (1967–2020)
Tingvalla isstadion är belägen bredvid de gamla kasernerna för Värmlands regemente (I2) i stadsdelen Sandbäcken i Karlstad. Rinken invigdes den 10 november 1967 med en bandymatch mellan IF Göta och ett sammansatt lag bestående av spelare från övriga Värmland samt skridskotävlingar och uppvisning i konståkning.
Gamla Tingvalla isstadion var med sina drygt 12 000 kvadratmeter isyta en av Europas största konstgjorda isytor. Ett 50-tal lag från Karlstads fyra idrottsföreningar med bandy på programmet använde gamla Tingvalla isstadion som sin hemmaarena, däribland IF Boltics herrlag. IF Boltic hade stora framgångar på gamla Tingvalla isstadion.
Utomhusarenan erbjöd vissa nymodigheter såsom tak och infravärme på ena långsidan. Efter att byggts ut med en läktare på ena kortsidan utsågs gamla Tingvalla isstadion till Årets bandyarena i Sverige säsongen 1999/2000. Gamla Tingvalla isstadion hade en publikkapacitet om cirka 5,000 åskådare i början av 2000-talet. Publikrekordet om 5,303 åskådare sattes under säsongen 1979/1980.

### Inomhushall (2022–)
Den 15 december 2020 började den gamla utomhusarenan rivas till förmån för en ny inomhushall. IF Boltic kunde börja spela i den nya bandyhallen från säsongen 2021/2022. Laget spelade sin premiärmatch i inomhushallen den 30 oktober 2021 mot Falu BS i Bandyallsvenskan. Inomhushallen var dock ännu inte färdigbyggd vid denna tid.
Den färdiga inomhushallen invigdes slutligen officiellt den 23 september 2022 med en träningsmatch mellan IF Boltic och Hammarby IF. Matchen slutade 6-6.
Med sina drygt 12 000 kvadratmeter isyta är Tingvalla isstadion nu Sveriges största isyta under tak. Den nya inomhushallen kan användas för bandy, ishockey och skridskosport. Inomhushallen rymmer en fullstor bandyplan och två fullstora hockeyrinkar.  Bandyplanen och hockeyrinkarna är separerade med en mellanvägg som kan tas bort om skridskotävlingar på 400 meters skridskobana ska arrangeras.
Tingvalla isstadion rymmer 1,500 åskådare på en ståplatsläktare längs bandyplanens ena långsida och 300 stående åskådare på läktaren runt hockeyrinkarna. Ljuset i hallen är anpassat för TV-sändningar och på hallens tak har 900 kvadratmeter solceller monterats.